# Apocalypse Please
«Apocalypse Please» ("Apocalipsis por favor" en español) es una canción de la banda inglesa de rock alternativo Muse, esta canción fue presentada en su tercer álbum de estudio, Absolution (2003). Una versión en vivo de la canción estuvo disponible para descargar el 23 de agosto de 2004, aproximadamente el 70% de las ganancias de esta versión fue donado a Oxfam. La canción alcanzó el número diez en la primera edición del UK Official Download Chart, anunciada el 1 de septiembre de 2004.

## Información adicional
"Apocalypse Please" se grabó originalmente con un respaldo orquestal, el cual fue eliminado simplemente por ser, según Bellamy (vocalista), "demasiado." El batería Dominic Howard describió la canción como "una canción muy teatral sobre los religiosos fanáticos y su deseo de que sus profecías se conviertan en realidad [...] De modo que puedan confirmar su religión."
El productor Rich Costey dijo que quería los toms en "Apocalypse Please" sonaran "ridículos y lo más épico posible". Hizo que Howard tocara un par de bombos de micrófono cerrado "para conseguir un sonido grave y agudo".

## Lanzamiento
Junto con el lanzamiento del sencillo, Muse organizó una competición para ganar una copia firmada y enmarcada del setlist, también conjuntamente con Oxfam. En 2005, "Apocalypse Please" apareció en el vídeo álbum en vivo Absolution Tour ; en 2008, apareció también en la edición DVD del álbum en vivo HAARP.

## Grabación
Rich Costey detalló la grabación de los tambores de "Apocalypse Please" en 2003:
".. el estudio tenía una piscina, que por supuesto estaba llena de agua, y lo que hicimos fue traer un par de bombos, ponerlos en soportes, y hacer que uno de ellos se acercara al altavoz de graves incorpóreo de un NS10 para obtener un sonido grave, mientras que algunos micrófonos de ambiente C12 se colocaron en el área de la piscina. También tuvimos que llevar el micrófono a la zona de la piscina por las mismas razones, y Wally y yo preparamos las cosas para que Dominic "Pudiera estar en el agua mientras tocaba, solo porque se veía muy bien".

Además de grabar en una piscina, se grabaron "overdubs de jacuzzi" a través de agua burbujeante y se sumergieron platillos, pero estos finalmente no se usaron en la canción."